# Карматенянц, Ованес
Оване́с Карматеня́нц (арм. Հովհաննես Քարմատանենց) (Иван Муратович, Ян Карматенц; Ованес Караматенци, годы рождения и смерти неизвестны) — армянский книгопечатник XVII века, который работал в Речи Посполитой. Родился в городе Битлис (теперь Турция). В начале XVII века поселился во Львове, где в 1616 основал первую на Украине и четвертую в мире всеармянскую типографию, которая действовала до 1619. В 1616 издал «Сагмос и Давит» («Псалтырь Давида») на армянском языке, в 1618 «Альгиш Битики» («Молитвенник») — единственную в мире печатную книгу на армяно-кипчакском языке, который был письменным вариантом разговорного языка армян в Крыму и на Украине. Типография Ивана Муратовича, несмотря на кратковременность существования, сыграла заметную роль в культурной жизни армянских колоний Речи Посполитой и её восточной части — Украины.